# Chocolat (canción)
«Chocolat» (ショコラ, Shokora) es el quinto sencillo y debut como artista mayor del vocalista Kaya, lanzado el 23 de abril de 2008.
La canción Chocolat está compuesta por Hora (ex-Schwarz Stein). El lado-B "Pourriture Noble" (también compuesta por Hora) cuenta con un sonido más oscuro que la canción principal, Chocolat.
El sencillo cuenta con la versión acústica de Chocolat, nombrada Chocolat ~Sweet Version~ y también con la versión instrumental de esta.

## Pistas
1. "Chocolat"
2. "Pourriture Noble"
3. "Chocolat ~Sweet Version~"
4. "Chocolat ~Kayaless Version~"

- Datos: Q5103579